# Petricia imperialis
Petricia imperialis är en sjöstjärneart som först beskrevs av John Keith Marshall Lang Farquhar 1897.  Petricia imperialis ingår i släktet Petricia och familjen Asteropseidae. Inga underarter finns listade i Catalogue of Life.